# Asclepias longipedunculata
Asclepias longipedunculata là một loài thực vật có hoa trong họ La bố ma. Loài này được Brandegee mô tả khoa học đầu tiên năm 1912.